# Josep Duran i Sors
Josep Duran i Sors (Sabadell, 25 de febrer de 1793 - 11 d'agost de 1871) fou un industrial tèxtil de Sabadell.

## Biografia
Duran i Sors s'inicià en el món de la indústria tèxtil treballant com a abaixador. L'any 1825 s'establí de fabricant formant companyia amb Miarons i Dòria en la societat J. Duran y Cñía, empresa que el 1843 va construir un dels primers vapors de Sabadell, a la zona sud de la ciutat, conegut popularment com el Vapor de Cal Pissit. L'empresa, que va ser la primera a confeccionar mostraris per als viatjants, continuà molts anys fins que Duran va desfer la companyia per associar-se amb el seu fill, Calassanç Duran.
Josep Duran va ser president del Gremi de Fabricants i un dels fundadors de la Casa de la Caritat, al manteniment de la qual sempre va contribuir.
El 25 d'abril de 1874, l'ajuntament presidit per Joan Sallarès i Gorina, a petició del Centre Industrial de Sabadell, va acordar donar el nom de Duran i Sors a un carrer de la ciutat que anava des del capdavall de la Rambla fins a la carretera de Barcelona.